# Список банков, лишённых лицензии в 2007 году (Россия)

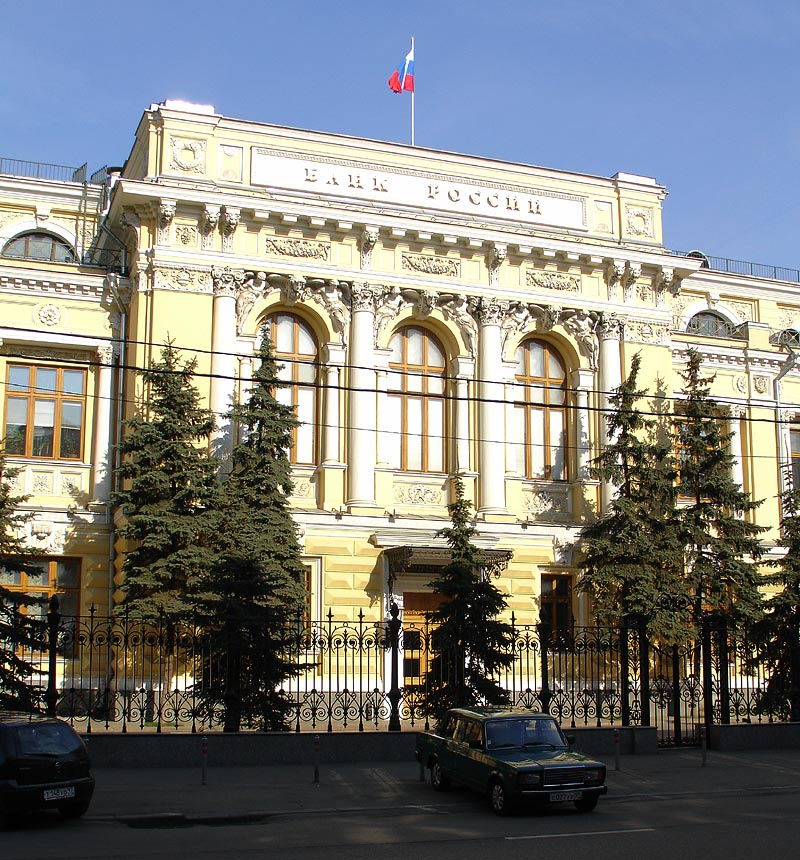
Здание Центрального Банка России на Неглинной

В список включены все кредитные организации России, у которых в 2007 году была отозвана или аннулирована лицензия на осуществление банковской деятельности.
В 2007 году Центральным Банком России были отозваны 49 лицензий у кредитных организаций, также у 13 кредитных организаций лицензии были аннулированы. Больше всего кредитных организаций лишились лицензий в августе и ноябре, так в августе у четырёх банков лицензии были отозваны и у шести банков аннулированы, а в ноябре 7 — отозвано и аннулировано 3 лицензии. Меньше всего в феврале — в этом месяце была отозвана одна лицензия.
Основными причинами для отзыва лицензий у банков в 2007 году стали нарушение банковского законодательства и неисполнение требований Федерального закона № 115-ФЗ «О противодействии легализации (отмыванию) доходов, полученных преступным путём, и финансированию терроризма». Кроме того, встречались случаи отзыва лицензий из-за неисполнение требований кредиторов, неисполнение требований Банка России о приведении в соответствие величины уставного капитала и размера собственных средств, существенная недостоверность и задержка предоставления отчетности.

## Легенда
Список разбит на четыре раздела по кварталам 2007 года. Внутри разделов организации отсортированы по месяцам, внутри месяца по датам закрытия, внутри одной даты по номеру документа об отзыве или аннулировании лицензии.

| Таблица: - Дата — дата отзыва/аннулирования лицензии. - Приказ — номер приказа или иного документа об отзыве/аннулировании лицензии. - Регион — населённый пункт или регион регистрации банка. - АСВ — является ли кредитная организация участником системы страхования вкладов. - Причина — основные причины отзыва или аннулирования лицензии организации. - н/д — нет данных. Выделение строк цветом: - — выделение светло-зелёным цветом означает, что лицензия организации была аннулирована. - — выделение светло-жёлтым цветом означает, что лицензия организации была отозвана. | Сокращения: - АБ — акционерный банк. - АКБ — акционерный коммерческий банк. - ЗАО — закрытое акционерное общество. - КБ — коммерческий банк. - НКО — небанковская кредитная организация. - ОАО — открытое акционерное общество. - ООО — общество с ограниченной ответственностью. |

## 1 квартал
В разделе приведены все кредитные организации, у которых в 1-м квартале 2007 года была отозвана лицензия.
| Наименование                                                 | Основ. | Лиц.   | Дата       | Приказ | Регион    | АСВ | Причина | Прим.                |
| ------------------------------------------------------------ | ------ | ------ | ---------- | ------ | --------- | --- | --- | -------------------- |
| Январь                                                       |        |        |            |        |           |     | |                      |
| ООО КБ «Новокубанский»                                       | 1990   | 576    | 18.01.2007 | ОД-24  | Москва    | Нет | Нарушение требований Федерального закона № 115-ФЗ. | [ 3 ] [ 4 ]          |
| ОАО «Сибирский Экономический Банк» («Сибэкономбанк»)         | 1992   | 1824   | 18.01.2007 | ОД-26  | Москва    | Нет | Неисполнение федеральных законов, регулирующих банковскую деятельность. Неисполнение нормативных актов Банка России. Нарушение требований Федерального закона № 115-ФЗ.                                          | [ 5 ] [ 6 ]          |
| ООО НКО «Межрегиональный расчетный центр»                    | 2001   | 3382-К | 18.01.2007 | ОД-28  | Москва    | Нет | Неисполнение федеральных законов, регулирующих банковскую деятельность. Неисполнение нормативных актов Банка России. Нарушение требований Федерального закона № 115-ФЗ.                                          | [ 7 ] [ 8 ]          |
| ООО КБ «Евростройбанк»                                       | 2005   | 3453   | 25.01.2007 | ОД-40  | Москва    | Нет | Неисполнение федеральных законов, регулирующих банковскую деятельность. Неисполнение нормативных актов Банка России. Нарушение требований Федерального закона № 115-ФЗ.                                          | [ 9 ] [ 10 ]         |
| ООО КБ «Градобанк»                                           | 1993   | 2563   | 25.01.2007 | ОД-44  | Москва    | Нет | Нарушение требований Федерального закона № 115-ФЗ. | [ 11 ] [ 12 ]        |
| Февраль                                                      |        |        |            |        |           |     | |                      |
| ОАО КБ «Городской Клиентский»                                | 2002   | 3392   | 01.02.2007 | ОД-58  | Москва    | Нет | Неисполнение федеральных законов, регулирующих банковскую деятельность. Неисполнение нормативных актов Банка России. Существенная недостоверность отчётности. Неспособность удовлетворить требования кредиторов. | [ 13 ] [ 14 ]        |
| Март                                                         |        |        |            |        |           |     | |                      |
| ООО КБ «Рубин»                                               | 1994   | 3129   | 09.03.2007 | ОД-207 | Махачкала | Да  | Неисполнение федеральных законов, регулирующих банковскую деятельность. Неисполнение нормативных актов Банка России. Нарушение требований Федерального закона № 115-ФЗ.                                          | [ 15 ] [ 16 ] [ 17 ] |
| ООО КБ «Объединенный Кредитный Альянс»                       | 2002   | 3406   | 19.03.2007 | ОД-219 | Москва    | Нет | Неисполнение федеральных законов, регулирующих банковскую деятельность. Неисполнение нормативных актов Банка России. Нарушение требований Федерального закона № 115-ФЗ.                                          | [ 18 ] [ 19 ]        |
| ЗАО КБ «Городской расчетный корпоративный банк»              | 1995   | 3281   | 19.03.2007 | ОД-221 | Москва    | Нет | Неисполнение федеральных законов, регулирующих банковскую деятельность. Неисполнение нормативных актов Банка России. Нарушение требований Федерального закона № 115-ФЗ.                                          | [ 20 ] [ 21 ]        |
| НКО ООО «Клиринговая Палата Межбанковского Финансового дома» | 1996   | 3305-К | 23.03.2007 | ОД-224 | Москва    | Нет | Неисполнение федеральных законов, регулирующих банковскую деятельность. Неисполнение нормативных актов Банка России. Нарушение требований Федерального закона № 115-ФЗ.                                          | [ 22 ] [ 23 ]        |
| ЗАО «Банк Развития и Инвестиций»                             | 1994   | 2770   | 29.03.2007 | ОД-233 | Москва    | Нет | Неисполнение федеральных законов, регулирующих банковскую деятельность. Неисполнение нормативных актов Банка России. Задержка представления отчетности.                                                          | [ 24 ] [ 25 ]        |
| ООО КБ «Хасавюртовский»                                      | 1992   | 1687   | 29.03.2007 | ОД-235 | Хасавюрт  | Нет | Неисполнение федеральных законов, регулирующих банковскую деятельность. Неисполнение нормативных актов Банка России. Нарушение требований Федерального закона № 115-ФЗ.                                          | [ 26 ] [ 27 ]        |

## 2 квартал
В разделе приведены все кредитные организации, у которых во 2-м квартале 2007 года была отозвана или аннулирована лицензия.
| Наименование                                                             | Основ. | Лиц. | Дата       | Приказ        | Регион          | АСВ | Причина | Прим.                |
| ------------------------------------------------------------------------ | ------ | ---- | ---------- | ------------- | --------------- | --- | --- | -------------------- |
| Апрель                                                                   |        |      |            |               |                 |     | |                      |
| ОАО КБ «Сибирский Банк Экономического Развития»                          | 1993   | 2501 | 06.04.2007 | ОД-257        | Москва          | Нет | Нарушение требований Федерального закона № 115-ФЗ. | [ 28 ] [ 29 ]        |
| ООО КБ «Антарес»                                                         | 1990   | 734  | 06.04.2007 | ОД-259        | Махачкала       | Да  | Неисполнение федеральных законов, регулирующих банковскую деятельность. Неисполнение нормативных актов Банка России. Нарушение требований Федерального закона № 115-ФЗ. | [ 30 ] [ 31 ] [ 32 ] |
| ООО КБ «Диамонд-Банк»                                                    | 1995   | 3225 | 26.04.2007 | ОД-297        | Москва          | Нет | Нарушение требований Федерального закона № 115-ФЗ. | [ 33 ] [ 34 ]        |
| ООО «Банк экспорта» («Экспортбанк»)                                      | 1995   | 3210 | 26.04.2007 | ОД-299        | Москва          | Нет | Нарушение требований Федерального закона № 115-ФЗ. | [ 35 ] [ 36 ]        |
| Май                                                                      |        |      |            |               |                 |     | |                      |
| ОАО КБ «Санкт-Петербургский Банк Реконструкции и Развития»               | 1994   | 3150 | 03.05.2007 | ОД-317        | Санкт-Петербург | Да  | Неисполнение федеральных законов, регулирующих банковскую деятельность. Неисполнение нормативных актов Банка России. Нарушение требований Федерального закона № 115-ФЗ. | [ 37 ] [ 38 ]        |
| ОАО «Строительный Промышленный Банк» («Стройпромбанк»)                   | 1990   | 603  | 11.05.2007 | ОД-337        | Москва          | Нет | Неисполнение федеральных законов, регулирующих банковскую деятельность. Неисполнение нормативных актов Банка России. Нарушение требований Федерального закона № 115-ФЗ. | [ 39 ] [ 40 ]        |
| ООО «Финансово-Кредитный Банк» («ФКБ»)                                   | 1990   | 750  | 11.05.2007 | ОД-340        | Москва          | Да  | Нарушение требований Федерального закона № 115-ФЗ. | [ 41 ] [ 42 ] [ 43 ] |
| ООО КБ «Европейский Частный Инвестиционный Банк» («ЭПИН-Банк»)           | 2002   | 3410 | 11.05.2007 | 2087711003939 | Москва          | Нет | Решение собственников о добровольной ликвидации банка. | [ 44 ] [ 45 ]        |
| ЗАО АКБ «Лео-Банк»                                                       | 1990   | 1056 | 18.05.2007 | ОД-356        | Москва          | Нет | Нарушение требований Федерального закона № 115-ФЗ. | [ 46 ] [ 47 ]        |
| ЗАО «Тульский акционерный социальный коммерческий банк» («Таскбанк»)     | 1994   | 2833 | 18.05.2007 | 2087711002916 | Москва          | Нет | Решение собственников о прекращении деятельности банка. | [ 48 ] [ 49 ]        |
| ЗАО АКБ «Российский городской коммерческий банк» («РГКБ»)                | 1995   | 3248 | 24.05.2007 | ОД-379        | Москва          | Нет | Неисполнение федеральных законов, регулирующих банковскую деятельность. Неисполнение нормативных актов Банка России. Нарушение требований Федерального закона № 115-ФЗ. | [ 50 ] [ 51 ]        |
| Июнь                                                                     |        |      |            |               |                 |     | |                      |
| ОАО «Мордовский акционерный банк социального развития» («Мордовсоцбанк») | 1990   | 741  | 06.06.2007 | ОД-405        | Саранск         | Нет | Нарушение требований Федерального закона № 115-ФЗ. | [ 52 ] [ 53 ]        |
| ОАО АКБ «Общий»                                                          | 1995   | 3218 | 06.06.2007 | ОД-407        | Москва          | Нет | Нарушение требований Федерального закона № 115-ФЗ. | [ 54 ] [ 55 ]        |
| ОАО «Коммерческий акционерный банк „Пико-Банк“»                          | 1992   | 1782 | 21.06.2007 | ОД-438        | Москва          | Да  | Нарушение требований Федерального закона № 115-ФЗ. | [ 56 ] [ 57 ] [ 58 ] |
| ОАО «Эталонбанк»                                                         | 1993   | 2317 | 21.06.2007 | н/д           | Москва          | Нет | Присоединён к ОАО «Желдорбанк», одновременно с этим «Желдорбанк» переименован в «Эталонбанк»                                                                            | [ 59 ] [ 60 ]        |

## 3 квартал
В разделе приведены все кредитные организации, у которых в 3-м квартале 2007 года была отозвана или аннулирована лицензия.
| Наименование                                                                                        | Основ. | Лиц.   | Дата       | Приказ        | Регион          | АСВ | Причина | Прим.                   |
| --------------------------------------------------------------------------------------------------- | ------ | ------ | ---------- | ------------- | --------------- | --- | --- | ----------------------- |
| Июль                                                                                                |        |        |            |               |                 |     | |                         |
| ЗАО АКБ «Ярослав»                                                                                   | 1994   | 2906   | 10.07.2007 | ОД-492        | Ярославль       | Да  | Нарушение требований Федерального закона № 115-ФЗ. | [ 61 ] [ 62 ] [ 63 ]    |
| ЗАО АКБ «Алекскомбанк»                                                                              | 1990   | 943    | 26.07.2007 | ОД-533        | Александров     | Нет | Неисполнение федеральных законов, регулирующих банковскую деятельность. Неисполнение нормативных актов Банка России. Нарушение требований Федерального закона № 115-ФЗ. | [ 64 ] [ 65 ]           |
| Август                                                                                              |        |        |            |               |                 |     | |                         |
| ОАО «Банк „Дорожник“»                                                                               | 1991   | 269    | 09.08.2007 | 2073900039882 | Челябинск       | Да  | Присоединены к АКБ «Стройвестбанк». | [ 66 ] [ 67 ] [ 68 ]    |
| АКБ ОАО «Тюменьпрофбанк»                                                                            | 1990   | 441    | 09.08.2007 | 2073900039970 | Тюмень          | Да  | Присоединены к АКБ «Стройвестбанк». | [ 69 ] [ 70 ] [ 71 ]    |
| ОАО «Евроазиатский банк экономического развития» («Евразия»)                                        | 1990   | 573    | 09.08.2007 | 2073900039959 | Ижевск          | Да  | Присоединены к АКБ «Стройвестбанк». | [ 72 ] [ 73 ] [ 74 ]    |
| ОАО КБ «Дзержинский»                                                                                | 1990   | 1113   | 09.08.2007 | 2073900039871 | Пермь           | Нет | Присоединены к АКБ «Стройвестбанк». | [ 75 ] [ 76 ]           |
| ЗАО АКБ «Волжский инвестиционный банк» («Волгоинвестбанк»)                                          | 1994   | 3141   | 09.08.2007 | 2073900039937 | Саратов         | Да  | Присоединены к АКБ «Стройвестбанк». | [ 77 ] [ 78 ] [ 79 ]    |
| ООО «Инновационный коммерческий банк „Эрмитаж“»                                                     | 1994   | 2955   | 16.08.2007 | ОД-600        | Москва          | Нет | Неисполнение федеральных законов, регулирующих банковскую деятельность. Неисполнение нормативных актов Банка России. Нарушение требований Федерального закона № 115-ФЗ. | [ 80 ] [ 81 ]           |
| ОАО «Международный Банк Сотрудничества»                                                             | 1990   | 1200   | 16.08.2007 | ОД-602        | Москва          | Нет | Нарушение требований Федерального закона № 115-ФЗ. | [ 82 ] [ 83 ]           |
| ЗАО КБ «Приволжское Общество Взаимного Кредита» («Приволжское ОВК»)                                 | 1990   | 1141   | 16.08.2007 | 2105200050965 | Нижний Новгород | Да  | Решение собственников о добровольной ликвидации банка. | [ 84 ] [ 85 ] [ 86 ]    |
| ООО КБ «Коммерческий инвестиционный банк» («Коминбанк»)                                             | 1994   | 3029   | 30.08.2007 | ОД-625        | Москва          | Нет | Неисполнение федеральных законов, регулирующих банковскую деятельность. Неисполнение нормативных актов Банка России. Нарушение требований Федерального закона № 115-ФЗ. | [ 87 ] [ 88 ]           |
| ОАО «Акционерный Коммерческий Волго-Донской инвестиционный банк» («Волго-Дон Банк»)                 | 1993   | 2612   | 30.08.2007 | ОД-627        | Волгоград       | Да  | Неисполнение федеральных законов, регулирующих банковскую деятельность. Неисполнение нормативных актов Банка России. Нарушение требований Федерального закона № 115-ФЗ. | [ 89 ] [ 90 ] [ 91 ]    |
| Сентябрь                                                                                            |        |        |            |               |                 |     | |                         |
| ЗАО КБ «Иберус»                                                                                     | 1995   | 3259   | 05.09.2007 | ОД-644        | Москва          | Нет | Нарушение требований Федерального закона № 115-ФЗ. | [ 92 ] [ 93 ]           |
| ЗАО НКО «Атис»                                                                                      | 1993   | 2358-К | 13.09.2007 | ОД-660        | Москва          | Нет | Нарушение требований Федерального закона № 115-ФЗ. | [ 94 ] [ 95 ]           |
| ОАО АКБ «Фалькон»                                                                                   | 1993   | 2514   | 20.09.2007 | ОД-670        | Москва          | Нет | Неисполнение федеральных законов, регулирующих банковскую деятельность. Неисполнение нормативных актов Банка России. Нарушение требований Федерального закона № 115-ФЗ. | [ 96 ] [ 97 ]           |
| ООО КБ «Благовест»                                                                                  | 1990   | 740    | 27.09.2007 | ОД-693        | Москва          | Да  | Неисполнение федеральных законов, регулирующих банковскую деятельность. Неисполнение нормативных актов Банка России. Нарушение требований Федерального закона № 115-ФЗ. | [ 98 ] [ 99 ] [ 100 ]   |
| ОАО «Коммерческий инвестиционный промышленно-энергетический банк» («Инвестиционный Промэнергобанк») | 1994   | 3046   | 27.09.2007 | ОД-695        | Москва          | Да  | Нарушение требований Федерального закона № 115-ФЗ. | [ 101 ] [ 102 ] [ 103 ] |
| ООО КБ «Альянс Банк»                                                                                | 1994   | 3182   | 27.09.2007 | ОД-697        | Москва          | Да  | Нарушение требований Федерального закона № 115-ФЗ. | [ 104 ] [ 105 ] [ 106 ] |

## 4 квартал
В разделе приведены все кредитные организации, у которых в 4-м квартале 2007 года была отозвана или аннулирована лицензия.
| Наименование                                                                           | Основ. | Лиц.   | Дата       | Приказ        | Регион         | АСВ | Причина | Прим.                   |
| -------------------------------------------------------------------------------------- | ------ | ------ | ---------- | ------------- | -------------- | --- | --- | ----------------------- |
| Октябрь                                                                                |        |        |            |               |                |     | |                         |
| ООО НКО «Алгоритм»                                                                     | 2006   | 3464-К | 18.10.2007 | ОД-743        | Москва         | Нет | Неисполнение федеральных законов, регулирующих банковскую деятельность. Неисполнение нормативных актов Банка России. | [ 107 ] [ 108 ]         |
| ОАО КБ «Магаданский»                                                                   | 1992   | 2082   | 18.10.2007 | ОД-745        | Москва         | Нет | Нарушение требований Федерального закона № 115-ФЗ. | [ 109 ] [ 110 ]         |
| ЗАО «Международный социальный банк» («Межсоцбанк»)                                     | 1994   | 3108   | 26.10.2007 | ОД-771        | Москва         | Нет | Неисполнение федеральных законов, регулирующих банковскую деятельность. Неисполнение нормативных актов Банка России. Существенная недостоверность отчётности. Нарушение требований по порядку формирования резервов.                                        | [ 111 ] [ 112 ]         |
| ООО КБ «Частный Капитал» («ЧК-БАНК»)                                                   | 1993   | 2579   | 26.10.2007 | ОД-773        | Москва         | Нет | Неисполнение федеральных законов, регулирующих банковскую деятельность. Неисполнение нормативных актов Банка России. Нарушение требований Федерального закона № 115-ФЗ.                                                                                     | [ 113 ] [ 114 ]         |
| ОАО «Универсальный коммерческий банк „Эра“»                                            | 1991   | 1435   | 26.10.2007 | ОД-775        | Москва         | Нет | Нарушение требований Федерального закона № 115-ФЗ. | [ 115 ] [ 116 ]         |
| Ноябрь                                                                                 |        |        |            |               |                |     | |                         |
| ЗАО АКБ «Имидж»                                                                        | 1993   | 2392   | 01.11.2007 | ОД-785        | Москва         | Нет | Неисполнение федеральных законов, регулирующих банковскую деятельность. Неисполнение нормативных актов Банка России. Нарушение требований Федерального закона № 115-ФЗ.                                                                                     | [ 117 ] [ 118 ]         |
| ОАО «Банк „Поволжское Общество Взаимного Кредита“» («Поволжское ОВК»)                  | 1994   | 2870   | 09.11.2007 | 2106400021980 | Саратов        | Да  | Решение акционеров о добровольной ликвидации банка. | [ 119 ] [ 120 ] [ 121 ] |
| ОАО КБ «ФУНДАМЕНТ-БАНК»                                                                | 1992   | 2118   | 15.11.2007 | ОД-827        | Москва         | Да  | Неисполнение федеральных законов, регулирующих банковскую деятельность. Неисполнение нормативных актов Банка России. Нарушение требований Федерального закона № 115-ФЗ.                                                                                     | [ 122 ] [ 123 ] [ 124 ] |
| ОАО «Ипотечный Банк Развития Регионов»                                                 | 1991   | 1514   | 15.11.2007 | ОД-829        | Ростов-на-Дону | Нет | Неисполнение федеральных законов, регулирующих банковскую деятельность. Неисполнение нормативных актов Банка России. Нарушение требований Федерального закона № 115-ФЗ.                                                                                     | [ 125 ] [ 126 ]         |
| ОАО «Масс Медиа Банк»                                                                  | 1992   | 1859   | 19.11.2007 | 2077711010309 | Москва         | Да  | Присоединён к ОАО «Эталонбанк». | [ 127 ] [ 128 ] [ 129 ] |
| ОАО КБ «Русская инвестиционная группа» («Р. И.Г.»)                                     | 1993   | 2464   | 20.11.2007 | ОД-846        | Москва         | Да  | Нарушение требований Федерального закона № 115-ФЗ. | [ 130 ] [ 131 ] [ 132 ] |
| ОАО «Импортно-Экспортный Банк» («ИМПЭКСБанк»)                                          | 1993   | 2291   | 23.11.2007 | 2077711010397 | Москва         | Да  | Присоединён к ЗАО «Райффайзенбанк Австрия». | [ 133 ] [ 134 ] [ 135 ] |
| ООО КБ «Банк инвестиционный капитал» («Бикбанк»)                                       | 2003   | 3448   | 27.11.2007 | ОД-860        | Москва         | Нет | Нарушение требований Федерального закона № 115-ФЗ. | [ 136 ] [ 137 ]         |
| ООО «Московский коммерческий банк „Сатурн“»                                            | 1989   | 224    | 27.11.2007 | ОД-862        | Москва         | Нет | Неисполнение федеральных законов, регулирующих банковскую деятельность. Неисполнение нормативных актов Банка России. Неисполнением в срок требования Банка России о приведении в соответствие величины уставного капитала и размера собственных средств.    | [ 138 ] [ 139 ]         |
| ООО «Коммерческий „Самолетбанк“» (ООО КБ «КРЕДИТ-КОНТАКТ»)                             | 1991   | 1610   | 27.11.2007 | ОД-864        | Химки          | Да  | Неисполнение федеральных законов, регулирующих банковскую деятельность. Неисполнение нормативных актов Банка России. Нарушение требований Федерального закона № 115-ФЗ. Нарушение порядка ведения кассовой дисциплины и формирования обязательных резервов. | [ 141 ] [ 142 ] [ 143 ] |
| Декабрь                                                                                |        |        |            |               |                |     | |                         |
| ОАО «Банк Китеж»                                                                       | 1995   | 3208   | 20.12.2007 | ОД-927        | Москва         | Нет | Нарушение требований Федерального закона № 115-ФЗ. | [ 144 ] [ 145 ]         |
| ЗАО НКО «Расчетная палата Ростовской валютно-фондовой биржи» («Расчетная Палата РВФБ») | 1997   | 3321-К | 20.12.2007 | 2086100076698 | Ростов-на-Дону | Нет | Решение акционеров о добровольной ликвидации организации. | [ 146 ] [ 147 ]         |

## Статистика

### Закрытие по месяцам
| Закрытие по месяцам | Закрытие по месяцам | Закрытие по месяцам | Закрытие по месяцам | Закрытие по месяцам |
| Месяц               |                     |                     |                     | Количество          |
| ------------------- | ------------------- | ------------------- | ------------------- | ------------------- |
| Январь              |                     |                     | 5                   |                     |
| Февраль             |                     |                     | 1                   |                     |
| Март                |                     |                     | 6                   |                     |
| Апрель              |                     |                     | 4                   |                     |
| Май                 |                     |                     | 7                   |                     |
| Июнь                |                     |                     | 4                   |                     |
| Июль                |                     |                     | 2                   |                     |
| Август              |                     |                     | 10                  |                     |
| Сентябрь            |                     |                     | 6                   |                     |
| Октябрь             |                     |                     | 5                   |                     |
| Ноябрь              |                     |                     | 10                  |                     |
| Декабрь             |                     |                     | 2                   |                     |

### Причины отзыва лицензий
| Причины закрытия | Причины закрытия | Причины закрытия | Причины закрытия | Причины закрытия |
| Причина |                  |                  |                  | Количество       |
| --- | ---------------- | ---------------- | ---------------- | ---------------- |
| Нарушение требований ст. 6 и 7 Федерального закона № 115-ФЗ (п. 6 ч. 1 ст. 20 Федерального закона «О банках и банковской деятельности»)                                                                 |                  |                  | 44               |                  |
| Нарушение банковского законодательства (п. 6 ч. 1 ст. 20 Федерального закона «О банках и банковской деятельности»)                                                                                      |                  |                  | 29               |                  |
| Неисполнение требований кредиторов (п. 4 ч. 2 ст. 20 Федерального закона «О банках и банковской деятельности»)                                                                                          |                  |                  | 2                |                  |
| Существенная недостоверность отчетности (п. 3 ч. 1 ст. 20 Федерального закона «О банках и банковской деятельности»)                                                                                     |                  |                  | 2                |                  |
| Задержка представления отчетности (п. 4 ч. 1 ст. 20 ФЗ «О банках и банковской деятельности») |                  |                  | 1                |                  |
| Неисполнение в срок требований Банка России о приведении в соответствие величины уставного капитала и размера собственных средств (капитала) (п. 3 ч. 2 ст. 20 ФЗ «О банках и банковской деятельности») |                  |                  | 1                |                  |

### Комментарии
1. ↑  По инициативе Банка России, согласно требований статьи 20 Федерального закона «О банках и банковской деятельности».
2. ↑  По инициативе собственников компании или в порядке её реорганизации.